# Рекорд (спорт)
Рекорд је највише достигнуће спортите или екипе у некој спортској грани, постигнуто на одређеном подручју или у спортској организацији, а у складу са условима које за постизање рекорда утврде спортске организације у својим правилима такмичења. Рекорди се региструју у оним спортским гранамау којима се могу обезбедити јединствени услови за постизање и то: јединстврним правилима, уједначеним борилиштима, стандардизованим спортским справама и начином мерења успеха спортиста.
Први званични рекорди почели су се регистровати оснивањем међународних спортских федерација. Тако је:
Међинародни клизачки савез (ИСУ) је основан 1892, па се од те године воде Светски рекорди (СР) у брзинском клизању.
Међународна аматерска атлетска федерација (ИААФ) основана је 1912, али су као први СР регистровани резултати у трчању на 100 и 400 m (Том Берк САД 12,0 sek односно 54,2 sek), те утрчању на 800 i 1500 m Едвин Теди Флек Аустралија, 2.11,0 min односно 4,33,2 min) који су постигнути на Олимпијским играма 1896.
Међународна пливачка федерација ФИНА основана је 1908 и од тада се воде СР у пливању
Спортски рекорди се виде одвојено за мушкарце и жене. Данас се званично региструују рекорди у а
атлетици, аутомобилизму, бициклизму, брзом клизању, дизању тегова, једриличарству,
коњичком спорту, куглању, моделарству, мотоциклизму, моторном летењу, падобранству, пливању, стреличарству и стрељаштву. У неким спортовима или спортским дисциплинама у којима се због техничких и атмосферских услова такмичења, тешко прописати јединствене норме за постизање рекорда, воде се уместо рекорда само најбољи резултати у свету, региону, земљи (веслање, смучарски скокови и летови, трчање маратона (од 1. јануара 2004. се воде светски рекорди).

### Услови за постизање рекорда
Најбољи резултати признају се као рекорди само онда ако су услови под којима су постигнути, потнуно одговарају правилима (или допунским правилима) за такмичење, које утврђују међународне спортске организације. Прецизно се утврђује : дужина стаза, техничка конструкција, облик и тежина справа, стање спортских борилишта и атмосферски услови за постизање рекорда, затим број судија који морају регистровати резултат и њихова квалификација, административни поступак, да би се рекорд могао регистровати и потврдити. 
Националне рекорде региструју и потврђују национлне спортске организације. Ако су ти рекорди исти или бољи од регионалних и СР, шаљу се на регистрацију и потврђивање одређеним међународним спортским федерацијама. Регионални (нар. европски рекорди) и СР воде само за сениорске категорије мушкараца и жена, а национални рекорди се воде за све узрасне категорије.

### Квалификација
Међународне спортске федерације, национални спортски савези и спортске организације нижег ранга воде ове врсте рекорда: светске, регионалне (европске, афричке, азијске итд.) националне(државне), републучке, општинске (градске), клупске, школске и сл. Осим ових рекорда региструју се рекорда на великим традиционалним такмичењима. То су Олимпијки рекорди (ОР) постигнути на Олимпијским играма, рекорди светских првенстава (ПС), европских првенстава (ПЕ ), балканских игара (БИ), медитерандких игара (МИ), универзијаде, разних митинга и сл.